# Хесус, Алекс де
Александер «Алекс» де Хесус (исп. Alexander "Alex" de Jesús; 2 февраля 1983, Сан-Хуан — 3 апреля 2016, там же) — пуэрториканский боксёр, представитель лёгкой и первой полусредней весовых категорий. В начале 2000-х годов состоял в национальной сборной Пуэрто-Рико по боксу, серебряный призёр Панамериканских игр, серебряный призёр Игр Центральной Америки и Карибского бассейна, участник летних Олимпийских игр в Афинах. В период 2005—2016 годов выступал на профессиональном уровне, владел региональными титулами чемпиона WBA Fedecaribe, WBC CABOFE, WBO Latino, WBC Latino.

## Биография
Алекс де Хесус родился 2 февраля 1983 года в Сан-Хуане. Активно заниматься боксом начал с раннего детства, в молодости имел прозвище «Цыплёнок Уитакер» (El Pollo Whitaker) — цыплёнком его прозвали родители, так как он был очень маленьким ребёнком по сравнению со своими сверстниками, тогда как Уитакером его окрестили тренеры, считавшие его стиль бокса похожим на стиль знаменитого американца Пернелла Уитакера. Впоследствии он убрал Уитакера из своего прозвища, пожелав придерживаться своего собственного уникального стиля на ринге.

### Любительская карьера
Де Хесус начинал свой путь в боксе как любитель. Первого серьёзного успеха на взрослом международном уровне он добился в сезоне 2002 года, когда вошёл в основной состав пуэрто-риканской национальной сборной и побывал на Играх Центральной Америки и Карибского бассейна в Сан-Сальвадоре, откуда привёз награду серебряного достоинства, выигранную в лёгкой весовой категории — в решающем поединке потерпел поражение от представителя Доминиканской Республики Мануэля Феликса Диаса. Год спустя он выступил на Панамериканских играх в Санто-Доминго, где так же стал серебряным призёром — в финале его победил кубинский олимпийский чемпион Марио Кинделан.
Благодаря череде удачных выступлений Алекс де Хесус удостоился права защищать честь страны на летних Олимпийских играх 2004 года в Афинах. В стартовом поединке со счётом 39:24 он победил бразильца Мике Карвальо и стал, таким образом, первым пуэрториканцем, сумевшим выиграть бой на Олимпиаде со времён Даниэля Сантоса, который в 1996 году в Атланте завоевал бронзовую медаль. Тем не менее, во втором поединке на стадии 1/16 финала де Хесус уступил 22:24 представителю Уганды Сэму Рукундо и выбыл из турнирной сетки.

### Профессиональная карьера
Вскоре по окончании Олимпийских игр де Хесус решил перейти в профессионалы и в январе 2005 года дебютировал на профессиональном уровне, победив своего первого соперника нокаутом во втором раунде. В течение первого года одержал восемь побед подряд, затем в следующем году добавил в послужной список ещё пять выигранных поединков. В этот период он завоевал и защитил несколько малозначимых региональных титулов в лёгкой и первой полусредней весовых категориях, в том числе WBA Fedecaribe, WBC CABOFE, WBO Latino, WBC Latino. Первое в профессиональной карьере поражение потерпел в марте 2009 года от будущего чемпиона мира из Аргентины Сесара Рене Куэнки — поединок проходил в Аргентине, и по итогам двенадцати раундов судьи единогласно отдали победу аргентинцу, хотя в действительности бой был близким, и решение выглядело спорным.
В 2010 году Алекс де Хесус вынужден был прервать спортивную карьеру из-за проблем с законом — его признали виновным в домашнем насилии по отношению к своим жене и детям и приговорили к четырём годам лишения свободы. Освободившись из тюрьмы, в 2015 году он возобновил карьеру боксёра, выиграл один поединок и один бой проиграл. Он вновь попал в поле зрения правоохранительных органов, мачеха заявила на него в полицию, обвинив в нападении. Утром 3 апреля 2016 года на него самого было совершено нападение, боксёра убили, произведя по нему 12 выстрелов. На тот момент ему было 33 года. Виновных в преступлении выявить не удалось, хотя была версия, что некто совершил над ним самосуд.